# Joan I de la Roche
Joan I de la Roche (?-mort el 1280) va succeir el seu pare Guiu de la Roche com a duc d'Atenes el 1263. Es deia d'ell que era culte i que, encara que procedia d'una família de francs, parlava grec amb fluïdesa i llegia Heròdot.

## Activitat durant el govern d'Atenes
El 1275, Joan, amb 300 cavallers més, va anar en auxili del seu aliat Joan I de Tessàlia i van alliberar Neopàtria, que estava bloquejada per un exèrcit de mercenaris al servei de l'Imperi Romà d'Orient. Va ser en aquesta batalla que va dir "Gran és el seu nombre però molt pocs entre ells són autèntics homes", recordant una frase d'Heròdot en referència als perses en la batalla de les Termòpiles (480 aC). A canvi d'aquest suport Joan de Tessàlia va donar en matrimoni la seva filla al fill del de la Roche, Guillem, juntament amb les ciutats de Zetounion, Gardiki, Gravia i Siderokastron com a dot.
L'any següent, l'emperador romà d'Orient Miquel VIII Paleòleg va envair Eubea i Tessàlia. Joan es va unir a Gilbert de Verona i junts van anar a alliberar Negroponte, que estava sota setge de Licari. Mentre es desenvolupava la batalla, a sis milles al nord, a Vatonda, Joan va caure del seu cavall i fou capturat. També van fer captiu a Gilbert i molts altres cavallers que van ser alliberats mitjançant un pagament.
El 1280 va morir sense haverse casat i sense descendència; el va succeir en el ducat el seu germà Guillem I de la Roche.